# Егг (острів)
Острів Егг (алеут. Ugalĝa; Сугпіак: Qangyutilim Qikertaa) — невеликий незаселений острів у підгрупі Лисячих островів Алеутських островів у штаті Аляска, США. Він розташований біля східного краю острова Уналашка та недалеко від північно-східного краю острова Седанка. Це крайній східний острів у західній переписній зоні Алеутських островів на Алясці. Площа острова становить 1,259 км2. Його нинішня назва є перекладом російської назви, даної поручиком Саричевим Г. А. (1826, карта 14, датована 1792) російського імператорського флоту. 